# Minröjningsfartyg

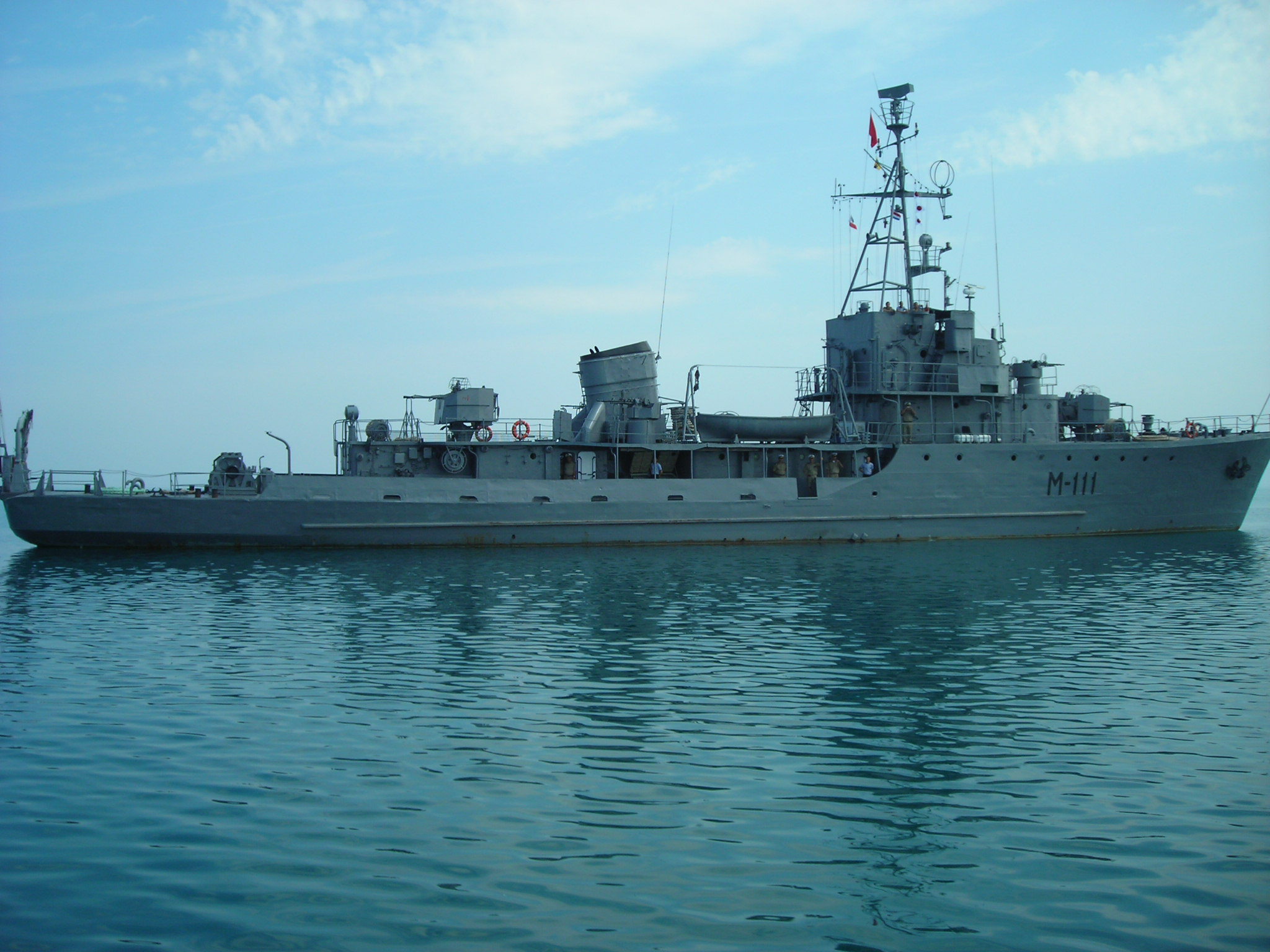
Ett albanskt minröjningsfartyg kallat M-111

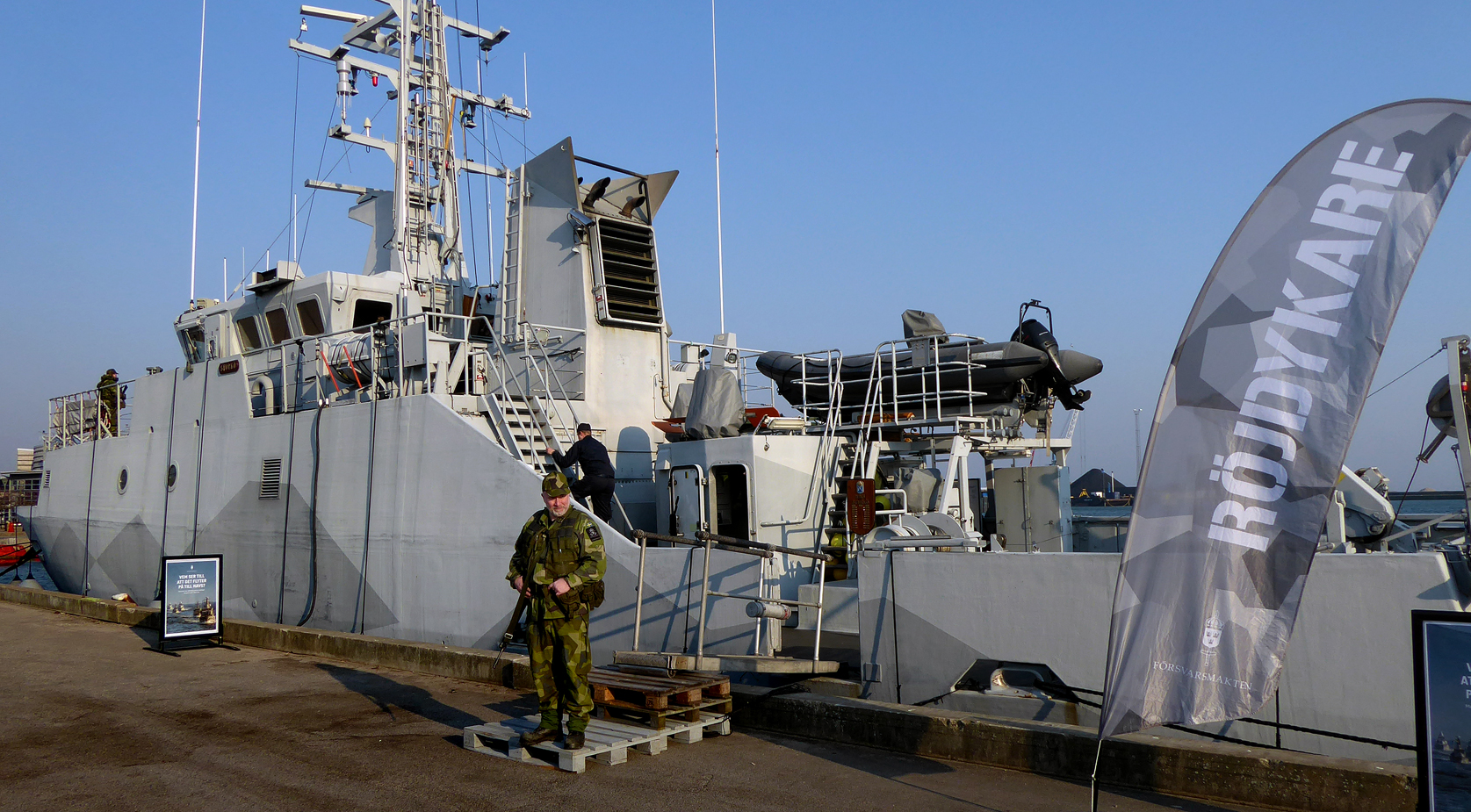
Minröjaren HMS Sturkö på besök i Ystad 5 april 2019.

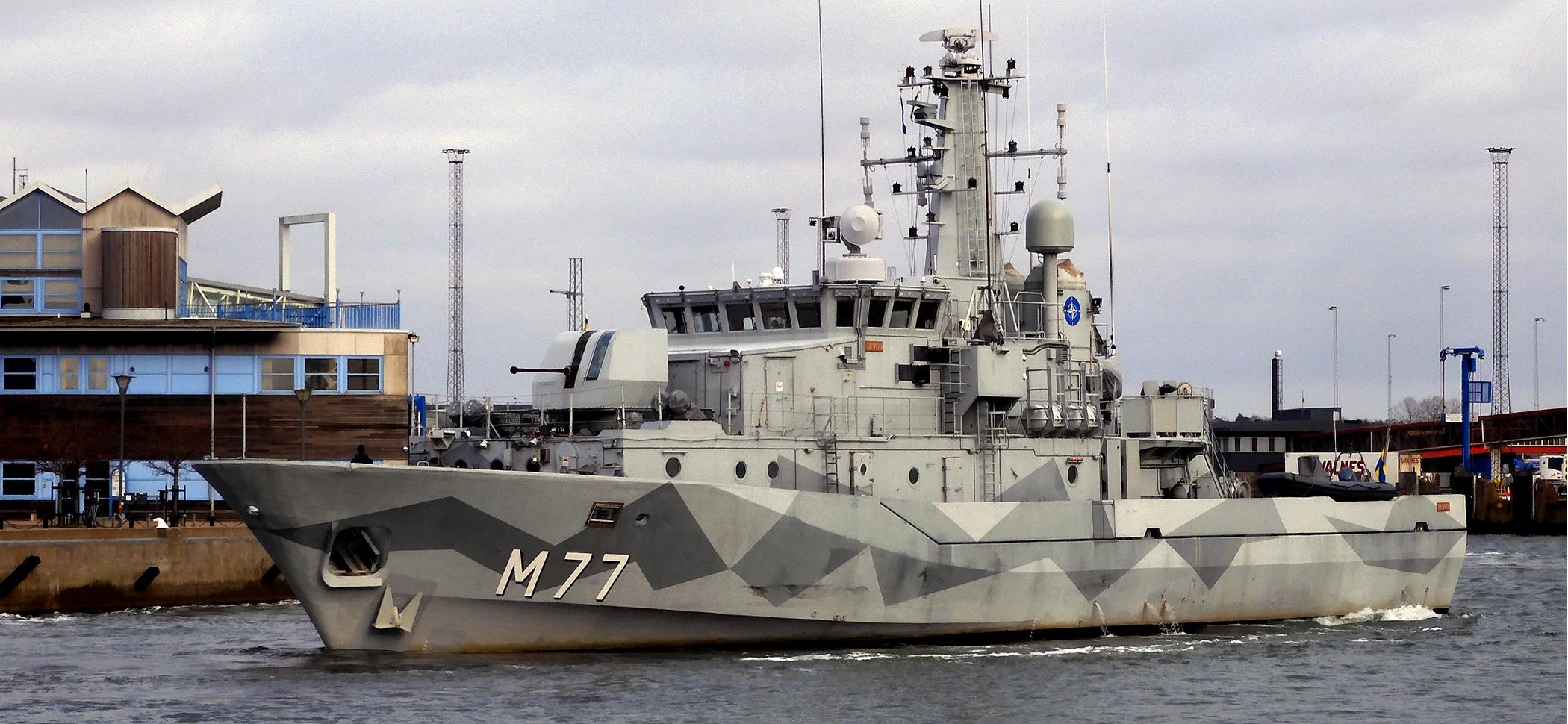
Minröjaren HMS Ulvön på besök i Ystad 3 mars 2025.

Minröjningsfartyg är en typ av örlogsfartyg som röjer sjöminor. Minröjningsfartyg är samlingsnamnet på fartyg som på olika sätt kan söka och oskadliggöra sjöminor, men används särskilt om fartyg som är utrustade för att identifiera och oskadliggöra enskilda minor, till skillnad från minsvepare, som är fartyg endast utrustade med minsvep. 
Den traditionella formen av minröjning är minsvepning, där minröjningsfartyget bogserar ett system av vajrar som kan skära av förankrade minors ankarkättingar. Detta kallas mekanisk minsvepning, och är den äldsta formen av minröjning. Fartyg som enbart är avsedda för denna typ av minsvepning kallas minsvepare, och är en enklare form av fartyg än senare generationer av minröjningsfartyg. Ett alternativ är avståndssvepning, där minröjningsfartyget bogserar utrustning som sänder ut ljud och eller magnetfält på sätt som påminner om fartyg och på så vis försöker lura minorna att detonera.
En av de modernaste formerna är minjakt, där minröjningsfartyget med sonar söker efter minorna i vattnet och på botten. När en mina hittas, kan den oskadliggöras - normalt sprängas - med laddningar som placeras ut av fjärrstyrda undervattensfarkoster eller röjdykare.
För att inte själva påverka minor, är minröjningsfartyg normalt konstruerade i omagnetiskt material och har mycket låg akustisk- och trycksignatur.

## Minröjningsfartyg i svenska flottan
Idag disponerar svenska flottan Minröjningröjningsfartyg typ Koster (Kosterklass) och Röjdykarfartyg typ Spårö (Tidigare Styrsö-klass ) och en ASU-grupp..